# 愛知県道204号春日井停車場線

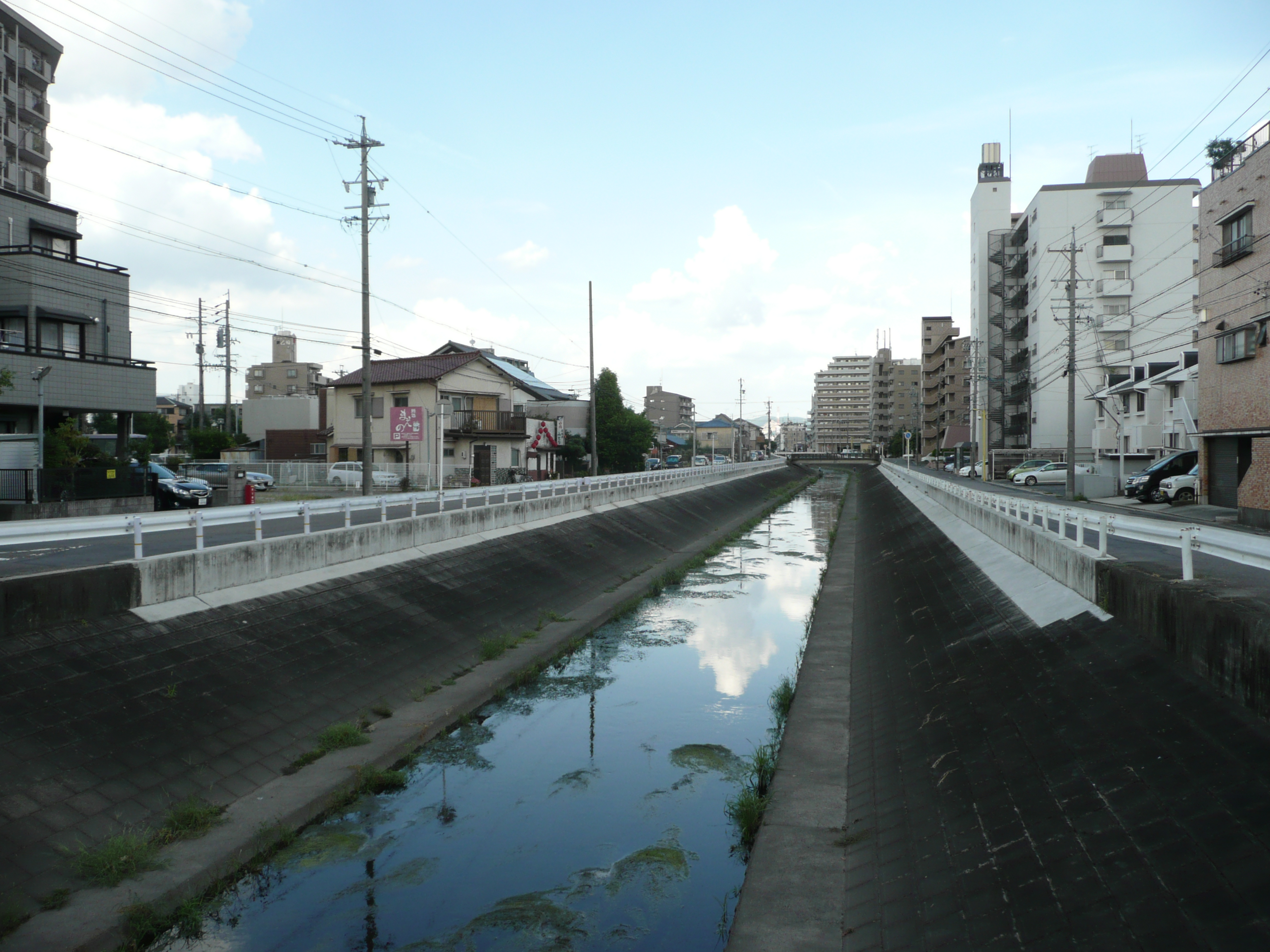
県道から望む地蔵川

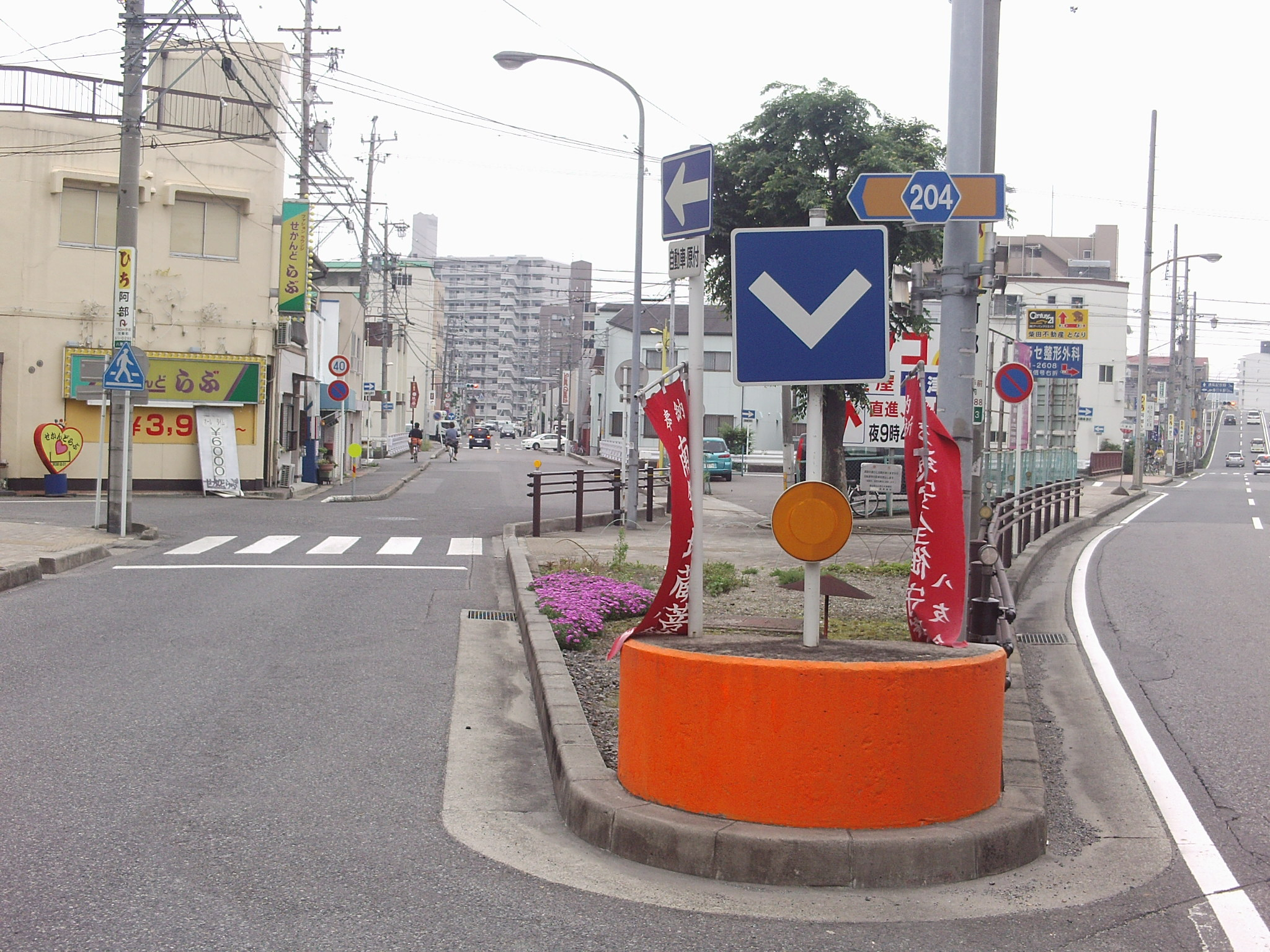
終点。左側の道路が春日井停車場線。右は愛知県道25号春日井一宮線。画像付近は交通島で、路面電車のない安全地帯。

愛知県道204号春日井停車場線（あいちけんどう204ごう かすがいていしゃじょうせん）は、愛知県春日井市内を通る一般県道である。

## 概要

### 路線データ
- 起点：愛知県春日井市上条町1丁目　（春日井駅前）
- 終点：愛知県春日井市八事町（八事南交差点)
  - 全長：約0.6 km（うち約0.52 kmは上条町を通っている。）
  - 終点の八事南交差点は交差点から県道に向けての一方通行となっている。

## 沿革
- 1959年12月15日 認定

## 地理

### 通過する自治体
- 愛知県
  - 春日井市

### 交差する道路
- 愛知県道25号春日井一宮線（八事南交差点）

### 沿線
- JR中央本線 春日井駅
- 春日井駅前郵便局
- 地蔵川